# Othello (brætspil)
 Der er for få eller ingen kildehenvisninger i denne artikel, hvilket er et problem. Du kan hjælpe ved at angive troværdige kilder til de påstande, som fremføres i artiklen.

 For alternative betydninger, se Othello (flertydig). (Se også artikler, som begynder med Othello)
Othello eller Reversi er et brætspil, der udgives af Ravensburger.

## Historie
Så vidt vides stammer Othello fra England, hvor det blev opfundet omkring 1880. Spillet var dengang kendt som 'Reversi' og spillerne havde 32 brikker hver, og der var ingen faste startplaceringer. Lewis Waterman og John Mollett hævder begge at være opfinder af det, og at den anden er en bedrager. Muligvis har spillet en endnu ældre oprindelse i Fjernøsten, hvor de to 'opfindere' har lært det at kende.
Spillet blev hurtigt populært især i England, men efter cirka 20 år døde interessen efterhånden ud. I 1971 udviklede og patenterede japaneren Goro Hasegawa et nyt regelsæt til spillet og omdøbte det til Othello. Det spilles under det gamle navn i mange engelsktalende lande, men med de nyere regler.
Således fik spillet en stor renæssance i slutningen af 1970'erne og starten af 1980'erne, med stifelse af nationale forbund, klubber og turneringer. Siden døde det atter noget ud, indtil årene før årtusindeskiftet.
Takket være internettet er Othello i dag på vej til at blive det mest udbredte spil overhovedet.[kilde mangler] Spillet er hurtigt at lære, og at det er nemt at følge sin egen udvikling i det. Det tiltaler mange unge mennesker og betyder, at nye talenter vokser frem i internettets hurtige verden.[kilde mangler] Ukendte navne dukker op til turneringer og når pæne resultater.
Der er afholdt 26 verdensmesterskaber (WOC) i Othello. De første var med ganske få deltagere fra få lande. I dag må hvert land stille med tre deltagere, og det seneste WOC i Amsterdam tiltrak 52 spillere. Ofte er det Japan, som stiller med verdensmesteren, da Japan har de fleste spillere. De fleste japanske hjem har et Othellobræt. På europæisk plan er England og Frankrig de stærkeste nationer, men også Sverige og Holland viser stor fremgang.

## Regler
En brik har en sort og en hvid side, og de to spillere har en af farverne.
En brik skal placeres således, at der ved siden af den (enten lige ved siden af eller i en skrå retning) er en eller en række af brikker i modstanderens farve samtidig med, at der for enden af rækken er en brik i ens egen farve. Spilleren skal altså placere sin brik således, at den "indhegner" en eller flere af modstanderens brikker. Når det sker, vendes (reversi) alle de indhegnede brikker og bliver samme farve, som den netop påsatte. Spillet fortsætter, indtil brættet er fyldt med brikker. Vinderen er den spiller, der har flest brikker. Har de lige mange brikker, ender spillet uafgjort.

## Dansk Othello Forbund
Dansk Othello Forbund (DOF) blev stiftet 25. november 1984, hvor Karsten Feldborg valgtes som formand, Henrik Vallund som kasserer og Claus Qvist Jessen til næstformand.
Forbundet blev medlem af Danmarks Tankesportsforbund (DTF) 24. februar 1996.
Siden 1984 har DOF stået for afholdelse af det årlige danmarksmesterskab i Othello, og siden 1986 har forbundet afholdt den årlige internationale turnering Copenhagen Open, der er en del af European Grandprix Othello Championship (EM).

## Eksterne links
- Dansk Othello Forbund
- Worldwide Othello News

### Klubber
- Greve Othello Forening
- Hillerød Othello Forening
- Århus Othello Klub: Formand
- Lolland-Falster Othello Forening Arkiveret 28. september 2007 hos  Wayback Machine